# 性犯罪者処遇プログラム
性犯罪者処遇プログラム（せいはんざいしゃしょぐうプログラム）とは、認知行動療法を基礎として、認知（思考のパターン）と行動に焦点を当てて変化を促す心理治療プログラムのことを言う。認知行動療法とは不適切な養育環境などで培われて来た不適切な思考パターンや行動パターンを、まずは認識し、社会に適用できるようなパターンに段階的に変容させていく治療法で、うつの治療法などでも世界的に有効性が示されている。ただし、認知行動療法は俗に言われているような『矯正』をするためのものではない。
内容は刑務所内で再犯の危惧される性犯罪受刑者対象の1回100分の講座を週1、2回、4～9カ月間行う。
2004年11月に発生した奈良小1女児殺害事件を機に性犯罪者を繰り返す者への処遇を検討する世論が高まり、これに応える形で法務省が立ち上げた。再犯防止効果については法務省が公表した統計で有効性が示されている（一部有効性が示されていないケースも存在する）
性犯罪者処遇プログラム研究会が結成され、メンバーは以下の通りである（肩書き、職位は研究会発足当時）。
- 小畠秀吾（東京医科歯科大学難治疾患研究所助教授）
- 角谷慶子（梅花女子大学現代人間学部人間福祉学科教授）
- 嶋田洋徳（早稲田大学人間科学学術院教授）
- 妹尾栄一（東京都精神医学総合研究所嗜癖行動チーム副参事研究員）
- 信田さよ子（原宿カウンセリングセンター所長）
- 針間克己（東京武蔵野病院医師）
- 藤本哲也（中央大学法学部教授）
- 山上皓（東京医科歯科大学難治疾患研究所教授）